# 機動戦士ガンダムSEED BATTLE DESTINY
『機動戦士ガンダムSEED BATTLE DESTINY』（きどうせんしガンダムシード バトルデスティニー、MOBILE SUIT GUNDAM SEED BATTLE DESTINY）は、2012年6月7日にバンダイナムコゲームス（バンダイレーベル）から発売されたPlayStation Vita & PlayStation Vita TV用ゲームソフト。開発はアートディンクが担当した。『ガンダムバトルシリーズ』作品の1つであり、シリーズ初のコズミック・イラを題材にしている。
パッケージイラストにはフリーダム、ジャスティス、デスティニー、デストロイ、プロヴィデンスの5体のガンダムとキラ、アスラン、シンが描かれている。
2025年5月22日にはNintendo SwitchとSteamでリマスター版となる『機動戦士ガンダムSEED BATTLE DESTINY REMASTERED』がバンダイナムコエンターテインメントから発売されている。

## 概要
テレビ放送から10周年にあたる『機動戦士ガンダムSEED』とその続編『機動戦士ガンダムSEED DESTINY』および関連作品群を題材にした、3Dアクションシューティング。上記の通りにガンダムシリーズ初のPS Vita用であり、グラフィックが大幅に向上した。2本のアナログスティックやタッチパネルを使用できるようになったことにより、操作性も向上している。
本作のメインとなるキャンペーンモードには、「地球連合軍」、「Z.A.F.T.」、「アークエンジェル隊」（クライン派）の3つのルートがあり、プレイヤーは好きな勢力の兵士としてコズミック・イラの戦乱を戦って行くことになる（ただし、アークエンジェル隊は最初は選択できず、ステージの途中で所属陣営を選択する場面において、元の陣営との二択で選択する）。
通信機能を使い、2人での協力プレイや4人対戦プレイも可能。また、他のプレイヤーとリンクする「指令イベント」が追加される。
ゲームシステムとしては従来のバトルシリーズで好評だった、機体のカスタマイズ・チューンナップの要素は継承されつつ、『機動戦士ガンダムSEED』シリーズを題材にするということでフェイズシフト装甲、ミラージュコロイド、マルチロックオン、換装などの要素が追加されている。また、従来作の武器はリロードさえすれば弾数が全回復して無限に撃つことが可能だったが、本作では総弾数の要素が追加され、総弾数をすべて使い切ると弾切れとしてその装備は使用不能となる。ステージ内に配置されるコンテナに近づくことにより、総弾数を回復することができる。
従来作では自機が一度撃墜された時点でミッション失敗となっていたが、本作では自機が撃墜された場合でも、再出撃してステージを続行することが可能となった。再出撃はコストに応じて回数が変動し、コストが低いほど何度も再出撃できる。なお、僚機は無限に再出撃できるが、即座に再出撃する自機と異なり、体力ゲージが少しずつ回復していき、全快と同時に再出撃する方式となっている。何度も撃破されると回復速度が減少し、再出撃に時間がかかるようになる。

## 登場機体
| 地球連合軍 - ストライクガンダム - ストライクガンダム（換装） - エールストライクガンダム - ソードストライクガンダム - ランチャーストライクガンダム - パーフェクトストライクガンダム - カラミティガンダム - レイダーガンダム - フォビドゥンガンダム - メビウス・ゼロ - ストライクダガー - ロングダガー - ロングダガー・フォルテストラ - ロングダガー（ジャン専用） - ロングダガー・フォルテストラ（ジャン専用） - デュエルダガー - デュエルダガー・フォルテストラ - 105ダガー - 105ダガー（換装） - 105ダガー（エール） - 105ダガー（ソード） - 105ダガー（ランチャー） - ガンバレルダガー - ソードカラミティ（初号機） - ソードカラミティ（2号機） - ハイペリオンガンダム（1号機） - ハイペリオンガンダム（2号機） - ジン（ジャン専用） - カオスガンダム - アビスガンダム - ガイアガンダム - デストロイガンダム - ウィンダム - ウィンダム（マルチランチャー） - ウィンダム（ジェットストライカー） - ウィンダム（ネオ専用） - ダガーL - ダガーL（ドッペルホルン） - ダガーL（ジェットストライカー） - ダークダガーL - ダークダガーL（ドッペルホルン） - 105スローターダガー - NダガーN - ワイルドダガー - ザムザザー - ストライクノワールガンダム - ストライクE - ストライクE（アナザートライアルソード） - ストライクE（アナザートライアルランチャー） - ストライクE（I.W.S.P.） - ブルデュエルガンダム - ヴェルデバスターガンダム - エグザス（ネオ専用） - エグザス（モーガン専用） | ザフト - イージスガンダム - デュエルガンダム - デュエルガンダム・アサルトシュラウド - バスターガンダム - ブリッツガンダム - ジン - ジン・アサルト - ジン（ミゲル専用） - ディン - ディン（クルーゼ専用） - シグー - バクゥ - ラゴゥ - ゲイツ - ゲイツ（クルーゼ専用） - プロヴィデンスガンダム - ドレッドノートガンダム - インパルスガンダム - インパルスガンダム（換装） - フォースインパルスガンダム - ソードインパルスガンダム - ブラストインパルスガンダム - セイバーガンダム - レジェンドガンダム - デスティニーガンダム - デスティニーガンダム（ハイネ専用） - デスティニーインパルスガンダム（1号機） - デスティニーインパルスガンダム（3号機） - ジンハイマニューバ2型 - バビ - ザクウォーリア - ブレイズザクウォーリア - ガナーザクウォーリア - スラッシュザクウォーリア - ザクウォーリア（ルナマリア専用） - ブレイズザクウォーリア（ルナマリア専用） - ガナーザクウォーリア（ルナマリア専用） - スラッシュザクウォーリア（ルナマリア専用） - ザクウォーリア（ハイネ隊仕様） - ブレイズザクウォーリア（ハイネ隊仕様） - ガナーザクウォーリア（ハイネ隊仕様） - スラッシュザクウォーリア（ハイネ隊仕様） - ザクファントム - ブレイズザクファントム - ガナーザクファントム - スラッシュザクファントム - ザクファントム（レイ専用） - ブレイズザクファントム（レイ専用） - ガナーザクファントム（レイ専用） - スラッシュザクファントム（レイ専用） - ザクファントム（イザーク専用） - ブレイズザクファントム（イザーク専用） - ガナーザクファントム（イザーク専用） - スラッシュザクファントム（イザーク専用） - ザクファントム（ディアッカ専用） - ブレイズザクファントム（ディアッカ専用） - ガナーザクファントム（ディアッカ専用） - スラッシュザクファントム（ディアッカ専用） - ザクファントム（ハイネ専用） - ブレイズザクファントム（ハイネ専用） - ガナーザクファントム（ハイネ専用） - スラッシュザクファントム（ハイネ専用） - グフイグナイテッド - グフイグナイテッド（イザーク専用） - グフイグナイテッド（ハイネ専用） - ザクウォーリア（ライブ仕様） - ケルベロスザクウォーリア（ラガシュ基地仕様） - ケルベロスバクゥハウンド |

| アークエンジェル - フリーダムガンダム - フリーダムガンダム・ミーティア - ジャスティスガンダム - ジャスティスガンダム・ミーティア - ストライクルージュ - ストライクルージュ（エール） - ストライクルージュ（ソード） - ストライクルージュ（I.W.S.P.） - M1アストレイ - M1アストレイ（ジャン専用） - ストライクフリーダムガンダム - ストライクフリーダムガンダム・ミーティア - インフィニットジャスティスガンダム - インフィニットジャスティスガンダム・ミーティア - アカツキガンダム（オオワシ） - アカツキガンダム（シラヌイ） - ガイアガンダム（バルトフェルド専用） - ムラサメ（バルトフェルド専用） - ムラサメ - M1アストレイ（シュライク） - ドムトルーパー | アナザー - ガンダムアストレイレッドフレーム - ガンダムアストレイレッドフレーム・パワーローダー - ガンダムアストレイレッドフレーム改 - ガンダムアストレイレッドフレーム改（デルタ） - ガンダムアストレイレッドフレーム改（フライト） - ガンダムアストレイブルーフレーム - ガンダムアストレイブルーフレーム・フルウェポン - ガンダムアストレイブルーフレームセカンドリバイ - ガンダムアストレイゴールドフレーム - ガンダムアストレイゴールドフレーム天 - スターゲイザー - Xアストレイ - ドレッドノートガンダム（ゲイツヘッド） - ジン（イライジャ専用） |

## 登場キャラクター

### 機動戦士ガンダムSEED
- キラ・ヤマト（声 - 保志総一朗）
- アスラン・ザラ（声 - 石田彰）
- イザーク・ジュール（声 - 関智一）
- ディアッカ・エルスマン（声 - 笹沼尭羅）
- ニコル・アマルフィ（声 - 朴璐美）
- ムウ・ラ・フラガ（声 - 子安武人）
- ラウ・ル・クルーゼ（声 - 関俊彦）
- アンドリュー・バルトフェルド（声 - 置鮎龍太郎）
- カガリ・ユラ・アスハ（声 - 進藤尚美（PS Vita版） / 森なな子（リマスター版[3]））
- オルガ・サブナック（声 - 小田井涼平）
- クロト・ブエル（声 - 優希比呂）
- シャニ・アンドラス（声 - Shunn）
- アサギ・コードウェル（声 -松本さち）
- ジュリ・ウー・ニェン（声 - 佐藤ゆうこ）
- マユラ・ラバッツ（声 - 倉田雅世）

### 機動戦士ガンダムSEED DESTINY
- シン・アスカ（声 - 鈴村健一）
- ルナマリア・ホーク（声 - 坂本真綾）
- レイ・ザ・バレル（声 - 関俊彦）
- ネオ・ロアノーク（声 - 子安武人）
- スティング・オークレー（声 - 諏訪部順一）
- アウル・ニーダ（声 - 森田成一）
- ステラ・ルーシェ（声 - 桑島法子）
- サトー（声 - 山口太郎）

### 機動戦士ガンダムSEED C.E.73 STARGAZER
- セレーネ・マクグリフ（声 - 大原さやか）
- スウェン・カル・バヤン（声 - 小野大輔）
- シャムス・コーザ（声 - 宮野真守）
- ミューディー・ホルクロフト（声 - 佐藤利奈）

### 機動戦士ガンダムSEED ASTRAY
- ロウ・ギュール（声 - 小野坂昌也）
- 叢雲劾（声 - 井上和彦）
- ロンド・ギナ・サハク（声 - 飛田展男）

### 機動戦士ガンダムSEED X ASTRAY
- プレア・レヴェリー（声 - 小島幸子）
- カナード・パルス（声 - 保志総一朗）

### 機動戦士ガンダムSEED MSV
- エドワード・ハレルソン（声 - 松本保典）
- モーガン・シュバリエ（声 - 大川透）
- ジャン・キャリー（声 - 中田譲治）

## 評価
シェループは2025年に「リアルサウンド」に寄せた記事の中で、オリジナル版は「ガンダムバトル」シリーズの定番を押さえつつ、「SEED」シリーズ独特の設定をシステムに落とし込んだことで、原作の追体験と独自の戦略性を持った作品だと評する一方、カメラ操作やロックオン機能に難があったとも話している。

## 登場作品
- 機動戦士ガンダムSEED
- 機動戦士ガンダムSEED DESTINY
- 機動戦士ガンダムSEED C.E.73 STARGAZER
- 機動戦士ガンダムSEED ASTRAY
- 機動戦士ガンダムSEED X ASTRAY
- 機動戦士ガンダムSEED VS ASTRAY
- 機動戦士ガンダムSEED MSV
- 機動戦士ガンダムSEED DESTINY MSV